# Otočić Daksa
Otočić Daksa är en ö i Kroatien.   Den ligger i länet Dubrovnik-Neretvas län, i den sydöstra delen av landet, 400 km söder om huvudstaden Zagreb. Arean är 0,11 kvadratkilometer.
Terrängen på Otočić Daksa är platt.  Trakten runt Otočić Daksa består i huvudsak av gräsmarker.